# BMW F 800 S/ST
Les F 800 S  et F 800 ST sont deux modèles de motocyclette de la marque BMW.
Le moteur commun à toute la gamme est un bicylindre en ligne Rotax de 798 cm3. Il développe 85 chevaux à 8 000 tr/min pour un couple de 8,6 mkg à 5 800 tr/min
En 2005, BMW présente les F 800 ST et F 800 S.
La transmission secondaire se fait via une courroie. Toutes deux sont équipées d'un cadre monopoutre aluminium.

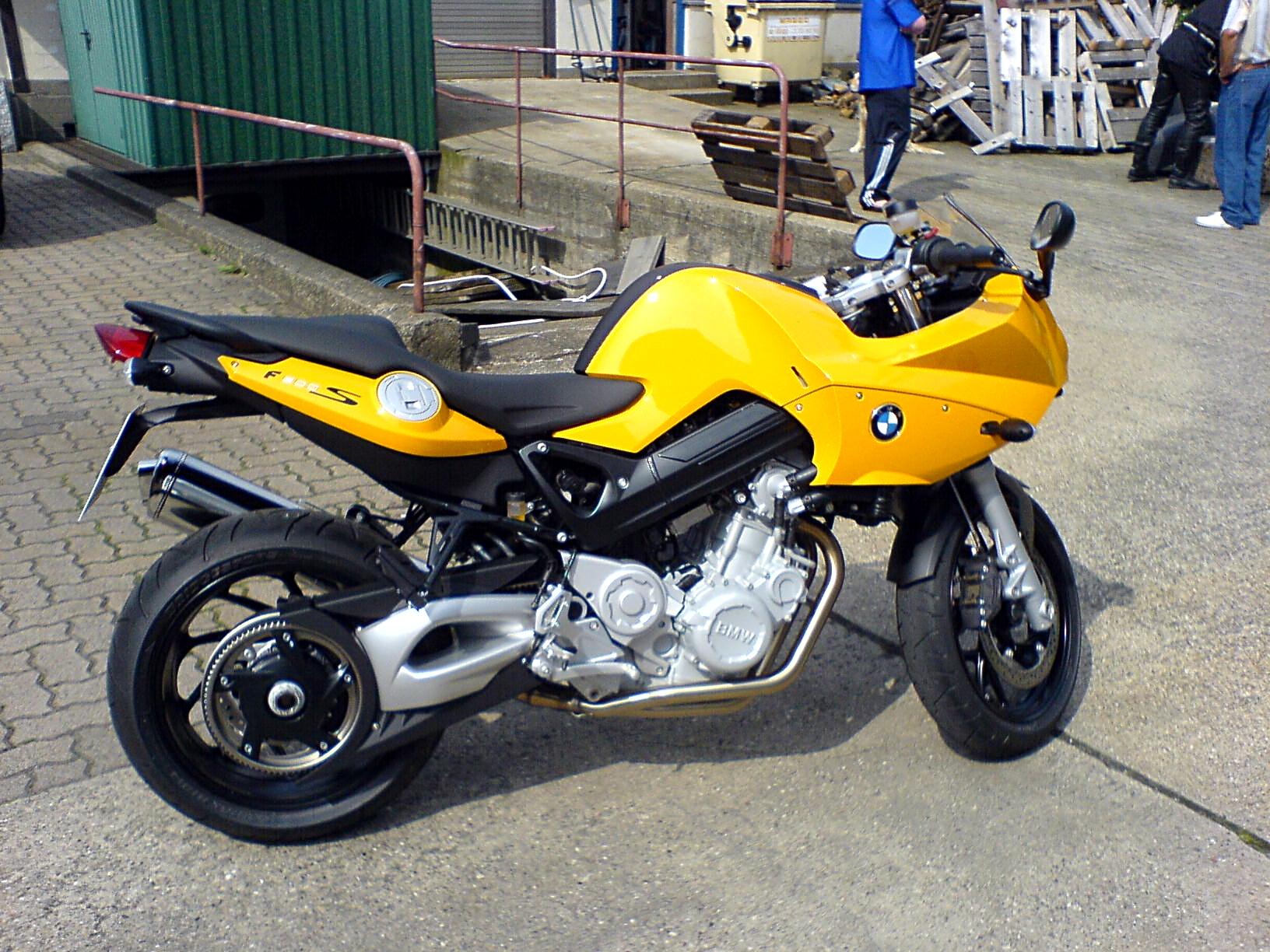
F800S

La ST est équipée d'un étrier de frein double piston tandis que la S se contente d'un simple piston.
D'un point de vue esthétique, la ST propose un carénage intégral et un guidon relevé tandis que la S n'offre qu'une tête de fourche et des demi-guidons. La version S possède un demi-carénage rouge ou jaune vif et une bulle basse. Les jantes ont également un dessin différent. 